# 모나코 프랑
프랑(프랑스어: franc)은 2002년(법률상으로는 1999년) 유로가 도입되기 이전에 통용된 모나코의 통화로, 1 프랑은 100 상팀(centimes) 또는 10 데심(decimes)에 해당된다. 모나코 프랑은 프랑스 프랑과 동등한 수준의 비율을 갖고 있었으며, 1960년 프랑스가 구 100 프랑 = 신 1 프랑의 화폐 개혁을 시행하자 모나코 프랑도 이와 같은 비율의 화폐 개혁을 시행했다. 유로와의 교환 비율은 1 유로 = 6.55957 프랑이다.
유로가 도입된 이후 모나코 프랑 동전은 사용하지 않은 동전을 포함한다 하더라도 화폐 수집에 관한 가치만 남게 되었는데, 이는 모나코 프랑 동전을 유로로 교환할 수 있는 기간이 만료되었기 때문이다.

## 동전
모나코는 1837년과 1838년에 동전을 처음 발행했는데, 그 동전은 5 상팀, 1 데심, 5 프랑 동전이었다. 5 상팀 동전과 1 데심 동전은 구리와 황동으로 주조되었으며, 크기는 당시에 주조되고 있던 프랑스의 동전과 같은 크기였다(다만 당시의 프랑스에서는 같은 액면의 동전을 주조하지 않았다). 5 프랑 동전은 프랑스의 동전 크기에 맞추어 주조되었다. 모나코는 1882년 이후로 동전을 발행하지 않았으며, 그 대신 100 프랑 금화가 1904년까지 발행되었다.
모나코는 1924년부터 1926년까지 알루미늄 청동으로 만든 50 상팀, 1, 2 프랑 동전을 발행했는데, 크기는 프랑스의 동전과 같은 크기였다. 1943년에는 알루미늄으로 만든 1, 2 프랑 동전이 발행되었으며, 1945년에는 주재료를 알루미늄 청동 합금으로 바꾼 1, 2 프랑 동전과 알루미늄으로 주조된 5 프랑 동전이 발행되었다. 1946년에는 백동으로 만든 10 프랑 동전이, 1947년에는 백동으로 만든 20 프랑 동전이 발행되었지만, 이 동전은 프랑스의 동전 크기에 맞추어 주조된 것은 아니었다. 1950년에는 알루미늄 청동 합금으로 만든 10, 20, 50 프랑 동전과 백동으로 만든 100 프랑 동전이 발행되었으며, 1956년에는 크기를 프랑스의 100프랑 동전에 맞춰 줄인 100 프랑 동전이 발행되었다.
모나코는 1960년에 시행된 화폐 개혁에 따라 니켈로 만든 1 프랑 동전과 은으로 만든 5 프랑 동전을 발행했다. 1962년에는 알루미늄 청동 합금으로 만든 10, 20, 50 프랑 동전이, 1965년에는 니켈로 만든 1/2 프랑 동전이 발행되었으며, 1971년에는 니켈 도금에 백금으로 만든 5 프랑 동전이, 1974년에는 니켈 황동 합금으로 만든 10 프랑 동전이, 1976년에는 스테인리스강으로 만든 1 상팀 동전과 알루미늄 청동 합금으로 만든 5 상팀 동전이 발행되었다. 1989년에는 바이메탈로 만든 10 프랑 동전이 발행되었으며, 1992년에는 바이메탈로 만든 20 프랑 동전이 발행되었다. 이러한 동전들은 모두 동전의 크기와 주재료의 배합이 프랑스의 동전과 같다.

## 지폐
모나코는 1920년부터 1921년까지 지폐를 발행했다. 이 때 발행된 긴급 지폐는 25, 50 상팀, 1 프랑 지폐였다.

## 같이 보기
- 모나코의 유로 주화